# WASP-84
WASP-84 eller BD+02 2056, är en ensam stjärna belägen i den norra delen av stjärnbilden Vattenormen. Den har en skenbar magnitud av ca 10,8 och kräver ett teleskop för att kunna observeras. Baserat på parallax enligt Gaia Data Release 3 på ca 9,96 mas beräknas den befinna sig på ett avstånd av ca 327 ljusår (ca 100 parsec) från solen. Den rör sig närmare solen med en heliocentrisk radialhastighet av ca -12 km/s.

## Egenskaper
WASP-84 är en gul till vit stjärna i huvudserien av  spektralklass G9 V Den har en massa av ca 0,84 solmassa, en radie av ca 0,75 solradie och har en effektiv temperatur av ca 5 400 K. Stjärnan är något berikad av tunga element jämfört med solen, med ett metallicitet (Fe/H-index) på 0,05 ± 0,02 och är rik på kol men utarmad på syre. WASP-84:s ålder är förmodligen äldre än solen och beräknas vara 8,5 +4,1−5,5 miljarder år gammal. Den verkar ha en onormalt liten radie, vilket kan förklaras av den ovanligt höga heliumfraktionen eller av att den skulle vara mycket ung.
En multiplicitetsundersökning 2015 upptäckte inte några följeslagare till WASP-84

## Planetsystem
År 2013 upptäcktes en exoplanet, kallad WASP-84b, i en snäv, cirkulär bana. Planeten är en het Jupiter som inte kan ha bildats på dess nuvarande plats och troligen migrerat från någon annanstans. Planetbanan är väl inriktad med stjärnans ekvatorialplan, och felinställningen är endast 0,3 ± 1,7°. Planetär jämviktstemperatur är 832 ± 13 K.
År 2023 upptäcktes en andra planet i bana kring WASP-84. Denna verkar vara en tät stenplanet, som trots dess höga massa är jämförbar med Uranus.
| Planet | Massa            | Halv storaxel (AE) | Siderisk omloppstid (d)        | Excentricitet | Inklination          | Radie            |
| ------ | ---------------- | ------------------ | ------------------------------ | ------------- | -------------------- | ---------------- |
| c      | 15,2 ± 4,2 M🜨    | 0,02359 ± 0,00100  | 1,4468849 +0,0000022−0,0000016 | -             | 83,20 +0,51−0,49°    | 1,95 ± 1,2 R🜨    |
| b      | 0,692 ± 0,058 MJ | 0,0778 ± 0,0021    | 8,52349648                     | <0,077        | 88,292 +0,045−0,042° | 0,956 ± 0,024 RJ |